# Jean Barraqué
Jean Barraqué (ur. 17 stycznia 1928 w Puteaux, zm. 17 sierpnia 1973 w Paryżu) – francuski kompozytor.

## Życiorys
Pobierał lekcje gry na fortepianie u Francette Sirgue oraz kompozycji u Jeana Langlaisa. W latach 1948–1951 uczył się w Konserwatorium Paryskim w klasie analizy Oliviera Messiaena. W latach 1950–1954 pracownik działającej przy ORTF Groupe de Recherches de Musique concrète. Napisał książkę poświęconą Debussy’emu (wyd. Paryż 1962).
W 1973 roku został odznaczony krzyżem kawalerskim Orderu Narodowego Zasługi.

## Twórczość
Dorobek kompozytorski Barraqué’a obejmuje zaledwie siedem pozycji. Kompozytor pracował powoli, poświęcając się jedynie dużym dziełom; drobnych utworów nie pisał w ogóle. Swoje wczesne kompozycje odrzucił, inne pozostały niedokończone lub w projektach. Jego język muzyczny ukształtował się na gruncie dodekafonii, kompozytor stosował specjalne rodzaje serii spokrewnionych grupami, rozwijając własne koncepcje instrumentacyjne.
Skomponował Sonatę fortepianową (1952), Étude na taśmę (1954), Séquence na sopran, perkusję i różne instrumenty do własnego tekstu według Friedricha Nietzschego (1955), ...Au-delà du hasard na 4 grupy instrumentów i 3 głosy żeńskie do tekstu Hermanna Brocha (1959), Chant après chant na sopran, perkusję i fortepian do tekstu Hermanna Brocha (1966), Concerto na klarnet, wibrafon i 6 formacji instrumentalnych (1968) oraz cykl La mort de Virgile: Le temps restitué na sopran, 12-głosowy chór mieszany i 31 instrumentów według powieści Hermanna Brocha Der Tod des Vergil (1957; wersja orkiestrowa 1968), z którego kompozytor zdołał zrealizować zaledwie 3 z planowanych 5 części.